# Emnilda av Lausitz
Emnilda of Lusatia, född 970/75, död 1017, var en polsk hertiginna, gift med Boleslav I av Polen. 